# چوب‌خزک‌های نوک‌باریک
چوب‌خزک‌های نوک‌باریک (نام علمی: Lepidocolaptes) یک سرده از پرندگان خانواده تنورمرغان (Furnariidae) است. اینها چوب‌خزک‌های نسبتاً کوچک (زیرخانواده Dendrocolaptinae) با نوک نسبتاً دراز، نازک و کمی خمیده هستند.